# Pseudojuloides mesostigma
Pseudojuloides mesostigma es una especie de peces de la familia Labridae en el orden de los Perciformes.

## Morfología
Los machos pueden llegar alcanzar los 7 cm de longitud total.

## Distribución geográfica
Se encuentra en las Filipinas, Indonesia, Papúa Nueva Guinea y Tonga.